# Ciclo termodinâmico

O círculo da imagem representa um sistema que evolui através de ciclos termodinâmicos.

Um ciclo termodinâmico se constitui de qualquer série de processos termodinâmicos tais que, ao transcurso de todos eles, o sistema regresse a seu estado inicial; ou seja, que a variação das grandezas termodinâmicas próprias do sistema seja nula.
Um fato característico dos ciclos termodinâmicos é que a lei da conservação de energia dita que: a soma de calor e trabalho recebidos pelo sistema deve ser igual à soma de calor e trabalho realizados pelo sistema.

## Calor
O calor é uma energia em trânsito de um corpo para outro em resultado da diferença de temperatura entre esses corpos. A quantidade de calor Q necessária para elevar a temperatura da massa m de um material de um pequeno valor ∆T é proporcional a ∆T. Essa proporcionalidade pode ser expressa em termos da massa m e do calor especifico molar c, ou em termos do número de moles n e do calor especifico molar C=M.c onde M é a massa molar e m=nM.

## Calor e trabalho em processos termodinâmicos
Um sistema termodinâmico pode trocar energia com suas vizinhanças mediante transferência de calor, ou pelo trabalho mecânico realizado. Quando um sistema com pressão P se expande de um volume V1 até um volume V2, ele realiza um trabalho W dado pela integral de P em relação ao volume. Se a pressão permanece constante, o trabalho realizado é igual a P vezes a variação de volume. Um valor negativo de W significa que o trabalho é realizado sobre o sistema.

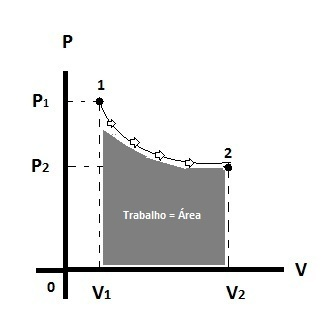
Gráfico Pressão x Volume

Em qualquer processo termodinâmico, o calor fornecido para o sistema e o trabalho realizado pelo sistema, além de dependerem do estado inicial e do estado final, dependem também do caminho( o conjunto de estados intermediários através dos quais o sistema evolui).
{\displaystyle W=\int _{V1}^{V2}Pdv} (1)
{\displaystyle W=P(V2-V1)} (2) (Somente para pressão constante)
Volume aumenta (V1>V2): Trabalho e área são positivos.
{\displaystyle W=\int _{V1}^{V2}Pdv>0}  (3)

### Primeira lei da termodinâmica
A primeira lei da termodinâmica afirma que quando se fornece um calor Q ao sistema enquanto ele realiza um trabalho W, a energia interna U varia de uma quantidade igual a Q – W. Essa lei pode ser expressa de modo a ser aplicada em um processo infinitesimal.
A energia interna de qualquer sistema termodinâmico depende somente do seu estado. A variação da energia interna em qualquer processo termodinâmico depende somente do estado inicial e do estado final, e não do caminho. A energia interna de um sistema isolado permanece constante.
{\displaystyle \bigtriangleup U=Q-W} (4)

#### Processos termodinâmicos
Um processo termodinâmico é um evento caracterizado pela mudança de uma ou mais variáveis de estado do sistema. As variáveis de estado são pressão, temperatura e volume, e são chamadas dessa forma pois influenciam fortemente nas propriedades e no comportamento do gás. Existem cinco tipos de processos termodinâmicos que obedecem à 1ª Lei da Termodinâmica, que são nomeados de acordo com as variáveis de estado, são eles:
1. Processo Adiabático: No processo adiabático não há troca de calor do sistema com o meio, ou seja, Q = 0, então pela equação (4) da 1ª lei da termodinâmica,  ΔU=W;
2. Processo Isotérmico: No processo isotérmico, a temperatura do sistema é constante;
3. Processo Isobárico: No processo isobárico, a pressão do sistema é constante;
4. Processo Isocórico (isovolumétrico): No processo isocórico, o volume do sistema é constante, pela equação do trabalho isso faz com que o trabalho seja igual a zero. Logo, ΔU=Q;
5. Processo Isentrópico: No processo isentrópico, a entropia (S) do sistema não varia.[3]

##### Obtenção de trabalho
A obtenção de trabalho a partir de duas fontes térmicas com diferença de temperatura é empregada para produzir movimento, por exemplo, nos motores ou nos alternadores empregados na geração de energia elétrica. O rendimento é o principal parâmetro que caracteriza um ciclo termodinâmico e é definido como o trabalho obtido dividido pelo calor gasto no processo, em um mesmo tempo de ciclo completo, se o processo é contínuo.
Este parâmetro é diferente segundo os múltiplos tipos de ciclos termodinâmicos que existem, mas é limitado pelo fator ou rendimento (eficiência) do ciclo.
Motores de combustão interna são maquinas térmicas que transformam energia proveniente de uma reação química em energia mecânica. São chamados de motor de combustão interna porque o combustível é queimado internamente. O combustível, é queimado na câmara de combustão liberado calor para realizar trabalho.
Combustível + Oxigênio (ar) = calor + Água + Co + Co2
Esse processo de conversão de energia é feito através de ciclos termodinâmicos que envolvem expansão e compressão de gases gerando uma mudança de temperatura entre eles, os próprios gases realizam trabalho através de processos de compressão, queima, expansão e exaustão e são motores movidos a gasolina, metano e gás liquido como os motores que seguem o  ciclo de Otto e o Ciclo Diesel. Essa máquina libera uma quantidade calor Qq , que realiza trabalho útil e uma outra parte desse Qq liberado é dissipada para uma fonte ou um reservatório de temperatura Tf (Qf).
A quantidade de trabalho útil realizada por esse tipo de combustão, segundo a primeira lei da termodinâmica, pode ser definida como a quantidade de calor Qq transmitida pela fonte quente para a fonte fria.
W = {\displaystyle \bigtriangleup }U.Q    (5)
e o rendimento é dado por {\displaystyle \mu ={\frac {W}{Q_{q}}}}  (6)

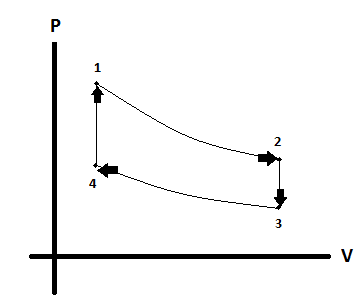
Diagrama pressão x volume do ciclo de Stirling.

O rendimento teórico é dado pela quantidade de trabalho realizado e pelo calor Qq quente cedido para fonte fria Qf.
Substituindo (5) em (6)
Temos a eficiência máxima teórica de uma máquina térmica:
{\displaystyle \mu =1-{\frac {T_{f}}{T_{q}}}}  (7) do rendimento.
Os motores de combustão externa são modelados pelo ciclo de Brayton para maquinas a vapor, o motor de Stirling para turbinas a gás, e o ciclo de Rankine e o ciclo de Erikson que também modela as maquinas a vapor.
A produção de trabalho W para o ciclo de Stirling é dado por quatro processos termodinâmicos:
1. Processo adiabático - compressão;
2. Processo isobárico - adição de calor;
3. Processo adiabático - expansão;
4. Processo isobárico - rejeição de calor.

{\displaystyle W_{t}otal=W_{1,2}+W_{2,3}+W_{3,4}+W_{4,1}} (8)

## Ciclos
Ciclos termodinâmicos são a base de operação de motores de calor, que operam grande parte dos veículos automotores. Ciclos termodinâmicos podem ser divididos de acordo com o tipo de motor de calor que eles desejam modelar. Os ciclos mais comuns são os que modelam motores de combustão interna. O ciclo de Otto modela motores à gasolina, O ciclo Diesel modela motores a diesel. Ciclos que modelam motores de combustão externa incluem o ciclo de Brayton, que modela turbinas de gás, e o ciclo de Rankine, que modela turbinas de vapor.
Ciclo (ou processo cíclico) é definido como um sistema que sofre diversas transformações de estado e processos, no qual os valores iniciais e finais têm o mesmo valor. Um ciclo termodinâmico sofre processos e mudanças de estados em seu volume, pressão e temperatura. Um processo que ocorre a volume constante é chamado de isocórico; isobárico a pressão constante e isotérmico a temperatura constante. É importante lembrar que durante todo o ciclo o sistema está em equilíbrio termodinâmico. Como em um ciclo é definido como um processo que inicia e se encerra no mesmo estado, a variação da energia interna é zero ( ΔEint = 0) , assim este ciclo é regido pela Primeira Lei da Termodinâmica (ou Lei da Conservação da Energia), no qual determina que, no decorrer de qualquer ciclo termodinâmico a integral cíclica da variação de calor é proporcional a integral cíclica da variação de trabalho:
{\displaystyle \oint \bigtriangleup {Q}=\oint \bigtriangleup {W}}  (9)
Durante este tipo ciclo o gás ou fluido que está realizando trabalho pega calor da fonte quente e transforma em trabalho. O calor restante é jogado no recipiente frio, dessa forma o ciclo atua como uma máquina térmica.

### Ciclo ideal
Um ciclo ideal consiste em:

Ilustração de um ciclo ideal de bomba de calor(flechas no sentido horário).

1. Topo e base do ciclo: par de processos isobáricos
2. Esquerda e direita do ciclo: par de processos isocóricos

### Ciclos inversos e bomba de calor
Um ciclo termodinâmico inverso busca o contrário do ciclo termodinâmico de obtenção de trabalho. Aporta-se trabalho externo ao ciclo para conseguir que a transferência de calor se produza da fonte mais fria à mais quente. 

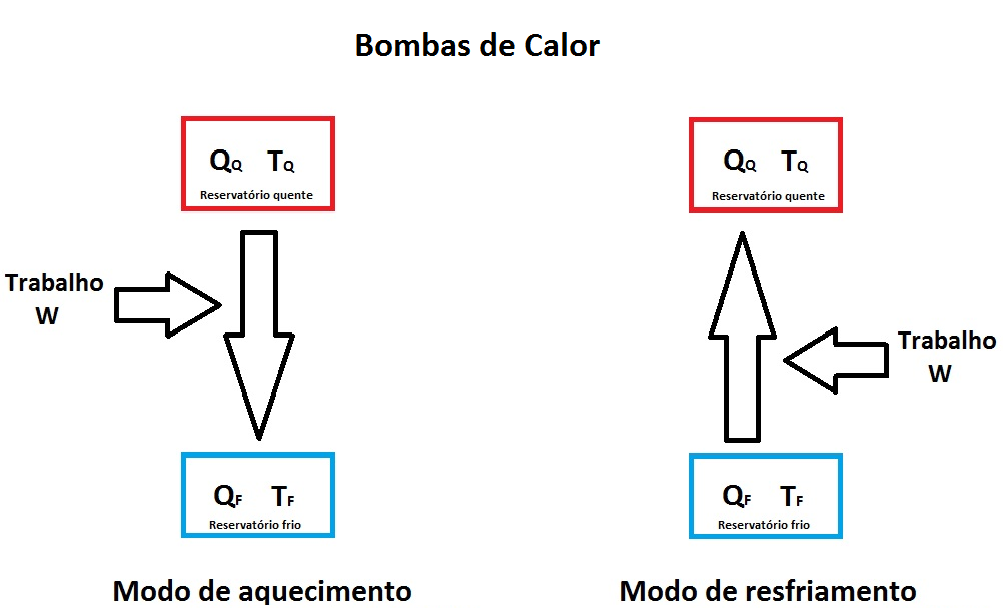
Bombas de calor.

Ciclos de bomba de calor são modelos termodinâmicos aplicados em  bombas de calor e refrigeradores.A diferença entre os dois é que bombas de calor são feitas para manter um local quente, enquanto refrigeradores são feitos para refrigerá-lo. O ciclo de refrigeração mais simples é o de compressão de vapor, que modela sistemas usando refrigeradores que mudam de fase.Ciclos de refrigeração de gás incluem o ciclo de Brayton reverso e o ciclo de Hampsom-Linde.
A direção natural de transferência de energia é do reservatório quente (Qq, a uma temperatura Tq) para o reservatório frio (Qf, a uma temperatura Tf). A função das bombas de calor e refrigeradores é realizar a transferência de energia do reservatório frio para o reservatório quente, com o auxílio de uma fonte de trabalho externa.

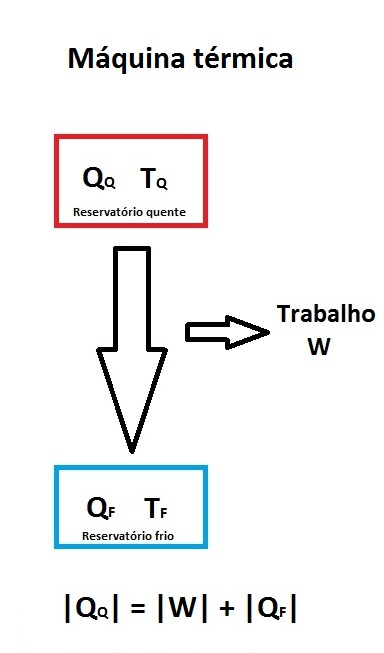
Máquina Térmica.

Em uma bomba de calor ou refrigerador, o motor recebe energia ІQfІ de um reservatório frio e fornece energia ІQqІ para outro quente, o que pode ser feito somente se o trabalho for realizado sobre o motor. É desejável que esse processo ocorra fornecendo a menor quantidade possível de trabalho, porém este nunca será nulo. Podemos resumir da seguinte forma, a energia não é transferida espontaneamente por calor de um corpo frio para um corpo quente. É necessária a entrada de trabalho para que um refrigerador funcione.
A eficácia de uma bomba de calor é descrita em termos de um número chamado coeficiente de desempenho (COD). O refrigerador ou ar-condicionado mais eficaz é aquele que remove a maior quantidade de energia do reservatório frio em troca da menor quantidade de trabalho. Então, para esses aparelhos operando no modo de resfriamento, definimos o COD em termos de ІQfІ:
COD (Modo de resfriamento):{\displaystyle {\frac {Qf}{W}}} (9)
E no modo aquecimento, o COD de uma bomba de calor é definido como a proporção da energia transferida para o reservatório quente pelo trabalho necessário para transferir aquela energia:
COD( Modo de aquecimento):{\displaystyle {\frac {Qq}{W}}} (10)

### O ciclo termodinâmico ideal (ciclo de Carnot)
A máquina de Carnot é um motor teórico, de grande importância, descrito por Nicolas Léonard Sadi Carnot em 1824.
Carnot demonstrou que uma máquina térmica operando em um ciclo ideal, reversível (ciclo de Carnot), entre dois reservatórios térmicos é a mais eficiente possível e, ainda, que quanto maior a temperatura do reservatório quente, maior seria a eficiência da máquina térmica para uma substancia que se comporta como um gás ideal. Tal máquina estabelece um limite de eficiência máxima para todas as outras máquinas térmicas, como dito no teorema de Carnot: Nenhuma máquina térmica real operando entre dois reservatórios de energia pode ser mais eficiente que uma máquina de Carnot operando entre os mesmos dois reservatórios.
Todas as máquinas térmicas são menos eficientes que a máquina de Carnot, pois não operam em ciclo reversível, sua eficiência é ainda menor devido à dificuldades práticas, como as perdas de energia e o atrito.

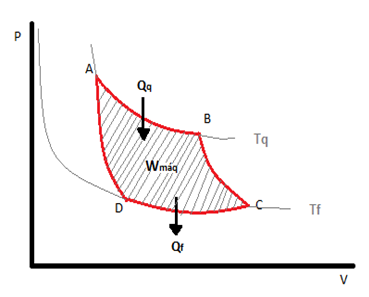
Ciclo de Carnot.

O ciclo de Carnot é constituído de quatro processos, todos reversíveis, sendo dois deles isotérmicos e dois adiabáticos. Para descrevermos tal ciclo vamos supor que a substância de trabalho seja um gás ideal.
1. O processo A → B é uma expansão isotérmica à temperatura Tq, na qual o gás absorve energia |Qq| do reservatório quente e realiza trabalho WAB.
2. O processo B → C é uma expansão adiabática, ou seja, não entra nem sai energia por calor, na qual a temperatura do gás diminui de Tq para Tf e o gás realiza trabalho WBC.
3. O processo C → D é uma compressão isotérmica à temperatura Tf, na qual o gás libera energia |Qf| para o reservatório e é realizado trabalho WCD sobre o gás.
4. O processo D → A é uma compressão adiabática, na qual o gás aumenta sua temperatura de Tf para Tq e é realizado um trabalho WDA sobre o gás.[2]

### Eficiência do ciclo de Carnot
A eficiência de um ciclo térmico é dada pela equação:
{\displaystyle e=|W|/|Qq|},  (11)
onde W é o trabalho (energia útil) e Qq é o calor quente (energia disponível).
Sabemos que |W| =|Qq| -|Qf|, onde Qf é o calor frio, portanto temos que  e = (|Qq| - |Qf|)/ |Qq|= 1 - |Qf|/ |Qq|  (12)
Analisando o diagrama PV do ciclo de Carnot, temos que:
De A → B temos uma expansão isotérmica à temperatura Tq= constante, logo ΔEint AB = Qq + WAB, neste caso a variação de energia interna é igual a zero, portanto
Qq  = - W, onde o trabalho de A→B é dado pela equação:
{\displaystyle W_{iso}=}{\displaystyle AB=nRT.\ln \left({\frac {V_{i}}{V_{f}}}\right)}{\displaystyle =nRT_{q}\ln({\tfrac {V_{a}}{V_{b}}})} (13)
E o Qq é dado por:
{\displaystyle Qf=-W_{isoAB}=nRT_{q}\ln({\tfrac {V_{a}}{V_{b}}})} (14)
De C → D ocorre uma compressão isotérmica à temperatura Tf= constante, assim:
{\displaystyle W_{isoCD}=nRT_{f}\ln({\frac {V_{C}}{V_{D}}})} (15)
Então temos que Qf neste caso é:
{\displaystyle Q_{f}=-W_{CD}=-nRT\ln({\frac {V_{C}}{V_{D}}})} (16)
Então, temos que o Qf neste caso é:
No processo B → C temos uma expansão adiabática, assim ΔEint BC =  Q + WBC, sabemos que agora o calor é igual a zero, portanto ΔEint BC =  WBC.
Pela primeira Lei da Termodinâmica temos que:
T.V {\displaystyle \gamma -1} = Tf.Vv{\displaystyle \gamma -1} (17)
TiVi⥾-1= Tf  Vf⥾-1=TBVB⥾-1= TCVC⥾-1=TqVB⥾-1= TfVC⥾-1
VD{\displaystyle \gamma -1} = {\displaystyle {\frac {T_{A}}{T_{D}}}.V.A^{\gamma -1}\longrightarrow V_{D}={\sqrt {\frac {T_{D}}{T_{A}}}}.(V_{A})=^{\gamma -1}{\sqrt {\frac {T_{D}}{T_{A}}}}.(V_{A})} (18)
{\displaystyle {\frac {V_{C}}{V_{D}}}={\frac {{\sqrt {T_{q}}}/{T_{f}}.V_{B}}{{\sqrt {T_{q}}}/{T_{f}}.V_{A}}}}(19)
{\displaystyle Q_{f}=nRT\ln {\frac {V_{A}}{V_{B}}}} (20)
Então
{\displaystyle Q_{f}=-nRT\ln {\frac {V_{B}}{V_{A}}}} (21)
Retornando à equação da eficiência:
{\displaystyle e={\frac {|Q_{q}|-|Q_{f}|}{|Q_{q}|}}=1-{\frac {|Q_{f}|}{|Q_{q}|}}\longrightarrow }{\displaystyle e=1-{\frac {nRT_{f}\ln {\frac {V_{A}}{V_{B}}}}{nRT_{q}\ln {\frac {V_{A}}{V_{B}}}}}} (22)
Assim temos a eficiência de Carnot pela equação:
{\displaystyle e=1-{\frac {|T_{f}|}{|T_{q}|}}} (23)

### Ciclos termodinâmicos conhecidos
Na prática, ciclos termodinâmicos idealizados simples são geralmente compostos por quatro processos termodinâmicos. A princípio, qualquer processo pode ser usado, no entanto, quando ciclos idealizados são modelados, geralmente se mantém uma das variáveis de instância constante, como nos seguintes processos: processo isotérmico (temperatura constante), processo isobárico (pressão constante), processo isocórico (volume constante), processo isotrópico (entropia constante) ou processo entálpico (entalpia constante). Geralmente processos adiabáticos (onde não há troca de calor) também são usados.
Alguns exemplos de processos termodinâmicos e os processos que os compõem:
| Ciclo                                                                  | Processo 1-2 (Compressão)                                              | Processo 2-3 (Adição de Calor)                                         | Processo 3-4 (Expansão)                                                | Processo 4-1 (Rejeição de calor)                                       | Notas |
| Ciclos geralmente com Combustão externa - ou ciclos de bomba de calor: | Ciclos geralmente com Combustão externa - ou ciclos de bomba de calor: | Ciclos geralmente com Combustão externa - ou ciclos de bomba de calor: | Ciclos geralmente com Combustão externa - ou ciclos de bomba de calor: | Ciclos geralmente com Combustão externa - ou ciclos de bomba de calor: | Ciclos geralmente com Combustão externa - ou ciclos de bomba de calor:                                               |
| ---------------------------------------------------------------------- | ---------------------------------------------------------------------- | ---------------------------------------------------------------------- | ---------------------------------------------------------------------- | ---------------------------------------------------------------------- | --- |
| Bell Coleman                                                           | adiabático                                                             | isobárico                                                              | adiabático                                                             | isobárico                                                              | Ciclo de Brayton reverso                                                                                             |
| Carnot                                                                 | isotrópico                                                             | isotermo                                                               | isotrópico                                                             | isotermo                                                               | |
| Ericsson                                                               | isotermo                                                               | isobárico                                                              | isotermo                                                               | isobárico                                                              | o segundo Ciclo Ericsson de 1853                                                                                     |
| Rankine                                                                | adiabático                                                             | isobárico                                                              | adiabático                                                             | isobárico                                                              | Motor a vapor |
| Scuderi                                                                | adiabático                                                             | pressão e volume variáveis                                             | adiabático                                                             | isocórico                                                              | |
| Stirling                                                               | isotermo                                                               | isocórico                                                              | isotermo                                                               | isocórico                                                              | |
| Stoddard                                                               | adiabático                                                             | isobárico                                                              | adiabático                                                             | isobárico                                                              | |
| Ciclos geralmente com Combustão interna:                               |                                                                        |                                                                        |                                                                        |                                                                        | |
| Brayton                                                                | adiabático                                                             | isobárico                                                              | adiabático                                                             | isobárico                                                              | Motor de jatos A primeira versão de combustão externa desse ciclo é conhecida como o primeiro Ciclo Ericsson de 1833 |
| Diesel                                                                 | adiabático                                                             | isobárico                                                              | adiabático                                                             | isocórico                                                              | |
| Lenoir                                                                 | isobárico                                                              | isocórico                                                              | adiabático                                                             |                                                                        | Jatos de pulso (Nota: Processo 1-2 realiza ambos rejeição de calor e de compressão)                                  |
| Otto                                                                   | adiabático                                                             | isocórico                                                              | adiabático                                                             | isocórico                                                              | Motores a gasolina / petróleo                                                                                        |